# Salah Benacer
Salah Benacer est un homme politique algérien, maire de Mekla et sénateur de la Cinquième République française, né le 6 juillet 1900 à Djemâa Saharidj et mort le 12 novembre 1961 à El Harrach (anciennement Maison-Carrée).

## Biographie
Salah Benacer est né le 6 juillet 1900 dans le village kabyle de Djemâa Saharidj (dans l'actuelle commune de Mekla), en Algérie. 
Le 10 avril 1945, Salah Benacer est élu adjoint au maire de Mekla, fonction qu'il occupe jusqu'au 10 octobre 1954. Il est élu maire de Mekla lors des élections municipales d'avril 1959 et devient sénateur de Tizi Ouzou le 31 mai 1959.
Salah Benacer meurt le 12 novembre 1961, victime d'un attentat vraisemblablement commis par l'OAS (en raison de son appartenance au Rassemblement démocratique algérien). Gaston Monnerville fait son éloge funèbre le 16 novembre 1961.